# Philadelphus oreganus
Philadelphus oreganus är en hortensiaväxtart som beskrevs av Thomas Nuttall och Shiu Ying Hu. Philadelphus oreganus ingår i släktet schersminer, och familjen hortensiaväxter. Inga underarter finns listade i Catalogue of Life.